# HD 218288
HD 218288，又名CP-74 2054，SAO 258106、HR 8794，是一颗恒星，视星等为6.15，位于銀經312.37，銀緯-41.6，其B1900.0坐标为赤經23h 1m 38.2s，赤緯-74° -41.6′ 38″。